# Karl Günther Stempel
Karl Günther Stempel (* 1. März 1917 in Charlottenburg bei Berlin; † 4. September 2012 in München) war ein deutscher Jurist und Autor nationalsozialistischer Gesinnung.

## Leben
Stempel entstammte einer Juristenfamilie. 1937 machte er Abitur am Wilhelmsgymnasium München. Er studierte Rechtswissenschaften in München und Genf. 1933 war er an der bewaffneten Besetzung des Münchner Gewerkschaftshauses beteiligt. 1934 wurde er SS-Anwärter. 1937 trat er in die NSDAP (Mitgliedsnummer 5.153.364) ein und wurde Mitglied der SS. Während seines Studiums wurde er im Wintersemester 1937/38 Mitglied der Kameradschaft Albert Leo Schlageter des NSDStB, die die Tradition der Münchener Burschenschaft Arminia während der NS-Zeit fortsetzte. 1940 machte er sein Referendarexamen. Am Zweiten Weltkrieg nahm er als Leutnant der Reserve in Frankreich, auf dem Balkan, der Sowjetunion, Schlesien und Thüringen teil. Er erhielt einen Frontpreis für Lyrik.
Nach dem Ende des Krieges ging Stempel 1948 in den Referendardienst und legte sein Zweites Staatsexamen ab. 1964 wurde er Oberlandesgerichtsrat. Er war von 1970 bis 1979 als Richter am Bayerischen Obersten Landesgericht tätig.
1950 war Stempel einer der Gründer des rechtsextremen Deutschen Kulturwerks Europäischen Geistes (DKEG), dessen Präsident er von 1972 an war. 1984 wurde ihm der Goldene Ehrenring für Lyrik und 1994 der Schiller-Preis des DKEG verliehen. 1991 erhielt er die Kant-Plakette der Deutschen Akademie für Bildung und Kultur.
Stempel war in zahlreichen Vereinen tätig. Neben seiner Mitgliedschaft in der Münchener Burschenschaft Arminia, heute Münchener Burschenschaft Arminia-Rhenania, war er ab 1956 Mitglied, später Ehrenmitglied der Burschenschaft Arminia Czernowitz (zu Salzburg/heute Linz) sowie Ehrenmitglied der Burschenschaft Ghibellinia zu Prag in Saarbrücken. Anlässlich seines 90. Geburtstages verlieh ihm auch die Arminia-Rhenania, der er von 1956 bis 1963 und von 1966 bis 1968 als Altherrenvorsitzender vorgestanden hatte, die Ehrenmitgliedschaft.
Er war auch Mitglied des Münchner Bürgervereins, des Ringes Deutscher Bürgergemeinschaften, des Bundesverbandes Deutscher Bürgervereine, des Gesprächskreises im Künstlerhaus, der Deutschen Kunststiftung der Wirtschaft, der Deutschen Akademie für Bildung und Kultur, des Deutschen Kulturwerks Europäischen Geistes, oftmals als Präsident oder an führender Stelle tätig.

## Veröffentlichungen
- Die Hohneklippen. 1960, 2. Auflage 1972.
- Holder und Diota. Kastalische Gesänge. 1970.
- Cap Negre. Eine Erzählung. 1973.
- Wurf in die Zukunft. 1973.
- Von Göttern und Menschen. 1974.
- Vom sozialen Wesen und Auftrag des Menschen. 1974.
- Freiheit und Bildung. 1975.
- Untergang und Wiedergeburt des Abendlandes? 1980.
- Mit Richard W. Eichler zusammen: Ernst Böhm. Forschungsinstitut Bildende Künste in corporation mit der Jean-Gebser-Akademie. 1998.
- Von Göttern und Menschen. Der kastalischen Gesänge zweiter Teil und andere Gedichte. 2004.